# Eugen Stabe
Eugen Stabe (Culm, 2 de juliol de 1883 - Kremmen, 1 d'octubre de 1968) fou un ciclista alemany, professional des del 1908 fins al 1924. Es va especialitzar en el ciclisme en pista.

## Palmarès en pista
- 1910
  - 1r als Sis dies de Bremen (amb Willy Arend)
  - 1r als Sis dies de Kiel (amb Willy Arend)
- 1914
  -  Campió d'Alemanya en Velocitat
- 1921
  - 1r als Sis dies de Breslau (amb Willy Lorenz)